# 巴基斯坦供水
巴基斯坦供水系统及卫生设施的建设随着其经济与科技的进步，在近年来发展迅速，但依旧面临着诸多挑战与更为复杂的国内外环境。根据世界卫生组织以及联合国儿童基金会于供水与卫生联合监控方案所公布的数据，1990年至2010年，巴基斯坦全国饮用水覆盖率由85%增长至92%，改良卫生设施的普及率由原有的27%增长至48%。
自上世纪80年代起，巴基斯塔的水利投资在国家预算中一直占有较大的比重——8%左右，巴基斯坦在给排水方面的发展依旧任重而道。其城市地区间歇性的用水供给、仍有待改善的饮用水水质与尚不完善的污水处理设施既是巴基斯坦在给排水方面发展过程中最大的阻碍，也是介水疾病大规模爆发的诱因之一。2006年，水传染疾病在巴基斯坦费萨尔巴德、卡拉奇、拉合尔、白沙瓦等地大规模爆发。据估计，每年约有三百万巴基斯坦人感染各种介水疾病，每年因腹泻死亡的人数是11.8万。由于过低的税收与低效的设备，部分企业难以支撑其水处理设施与管网正常运转与长期维护的大额开销。这直接导致了企业与单位对政府的补助与额外的资助有着极强的依耐性。 根据1993年中国水利部水利财务管理考察团的调查，巴基斯坦的水利工程主要靠政府投资和国外贷款集资建设。

## 水资源概况
巴基斯坦为亚热带和热带气候，全国年均降水量不足300mm，其中约有2/3的地区年平均降水量小于250毫米，时空分布不均。
干旱半干旱地区占国土面积的60%以上。印度河是巴基斯坦最主要的河流，全长2880km，流域面积98万平方公里，年径流量2072亿平方米，在巴基斯坦境内的流域面积有56.1万平方公里，年径流为1660亿立方米。
巴基斯坦为农业国，耕地集中在印度河平原，由于气候干旱，农业生产很大程度依靠水渠和管井灌溉。为了解决巴基斯坦拉维河、萨特莱杰河与比亚斯河下游 320万公顷土地的灌溉用水问题，巴基斯坦制定了从印度河及其支流杰卢姆河和奇纳布河向拉维河、萨特莱杰河、比亚斯河的调水计划，即西水东调工程，这也是当今世界上调水量最大的工程之一。

## 普及情况

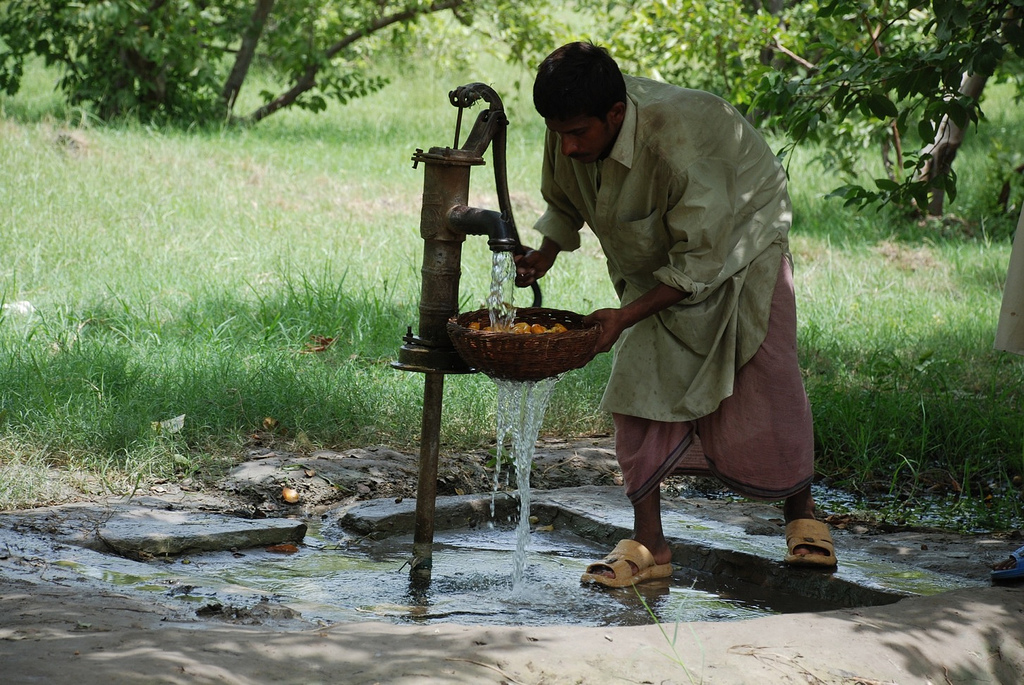
巴基斯坦农村地区的手摇式水泵

2015年，巴基斯坦“改良饮用水”的覆盖率达到了91%  共惠及全国945的城市人口与90%的农村人口。但与此同时，仍有大约1千6百万巴基斯坦人的生活用水水质没有达到可以长期使用的标准。在“改良”卫生与水质处理设施建设方面，巴国的普及率达到了64%，遍及83%的城市地区与51%的农村地区。
根据世界卫生组织以及世界儿童基金会于供水与卫生联合监控方案所公布的数据, 自1990年到2010年的20年间，巴基斯坦改良饮用水的覆盖率由85%增长到了92%，改良卫生设施的普及率由27%增加到了48%（见表一）。)
| 表一: 巴基斯坦给水排水情况 (2010) | 表一: 巴基斯坦给水排水情况 (2010) | 表一: 巴基斯坦给水排水情况 (2010) | 表一: 巴基斯坦给水排水情况 (2010) | 表一: 巴基斯坦给水排水情况 (2010) |
|                                   |                                   | 城市地区 (占有全国人口的36%)      | 农村地区 (占有全国人口的64%)      | 总计                              |
| --------------------------------- | --------------------------------- | --------------------------------- | --------------------------------- | --------------------------------- |
| 给水                              | 广义                              | 96%                               | 89%                               | 92%                               |
| 给水                              | 房屋连接管                        | 57%                               | 15%                               | 29%                               |
| 排水                              | 广义                              | 72%                               | 34%                               | 48%                               |
| 排水                              | 排水设备                          | 40% (2004)                        | 6% (2004)                         | 18% (2004)                        |